# Calamus samian
Calamus samian är en enhjärtbladig växtart som beskrevs av Odoardo Beccari. Calamus samian ingår i släktet Calamus och familjen Arecaceae. Inga underarter finns listade i Catalogue of Life.